# Coalition pour la Cour pénale internationale
Pour les articles homonymes, voir CCPI.
 (décembre 2014).
Si vous disposez d'ouvrages ou d'articles de référence ou si vous connaissez des sites web de qualité traitant du thème abordé ici, merci de compléter l'article en donnant les références utiles à sa vérifiabilité et en les liant à la section « Notes et références ».
La Coalition pour la Cour pénale internationale (surnommée CCPI) est une organisation non gouvernementale (ONG) de plus de 2 500 organisations de la société civile à travers le monde. La CCPI travaille en partenariat pour renforcer la coopération internationale avec la Cour pénale internationale, garantir que la Cour soit juste, efficace et indépendante, rendre la justice à la fois visible et universelle et promouvoir de solides législations nationales permettant de rendre justice aux victimes de crimes de guerre, crimes contre l’humanité et génocide. La CCPI est un projet du World Federalist Movement-Institute for Global Policy (WFM-IGP) et a ses secrétariats à New York, près des Nations unies (ONU), et à La Haye, aux Pays-Bas. La CCPI a des bureaux régionaux en Argentine, en Belgique, au Bénin, en République démocratique du Congo, en Jordanie, au Pérou et aux Philippines.

## Historique
La coalition fut fondée en février 1995 par un petit groupe d’organisations non gouvernementales qui ont coordonné leur travail pour assurer l’établissement d’une cour pénale internationale. Depuis, le nombre de membres de la coalition a progressivement augmenté. Le but original de la CCPI était d’établir la CPI, mais est maintenant plus large et consiste à assurer que la Cour soit juste, efficace et indépendante. Avec les années, le secrétariat de la coalition et ses membres ont travaillé ensemble à toutes les étapes du développement de la CPI, des comités préparatoires à la création de la Cour, en passant par la Conférence de Rome qui a établi les statuts de la CPI en 1998, jusqu’aux rassemblements annuels de l’Assemblée générale des Nations unies. Quelques-uns des moments saillants du travail effectué par la CCIP sont la participation et le suivi de la Conférence de Rome de 1998, qui a permis l’adoption du Statut de Rome ; la mise en place rapide le premier juillet 2002 ; et l’élection des officiers séniors de la Cour, complétée en 2003. Le rôle de la coalition fut reconnu par l’Assemblée générale des Nations unies durant sa seconde session en septembre 2003.

## Comité exécutif
Le Comité exécutif de la Coalition est composé d’un ensemble d’organisations qui assurent la cohérence des activités et des initiatives de la Coalition avec ses programmes et sa politique générale. Chacune de ses organisations a son propre programme sur le CPI, ses propres employés et ressources. La liste des membres du comité exécutif inclut entre autres :
- Action parlementaire globale
- Amnesty International
- Fédération internationale pour les droits humains
- Human Rights First
- Human Rights Watch
- Mouvement fédéraliste mondial
- No Peace Without Justice
- Women's Initiatives for Gender Justice.

## Campagnes régionales
La coalition a pour objectif principal de faire la promotion de la ratification du Statut de Rome de la Cour pénale internationale, ayant pour conviction que le succès de la CPI passera par un plus grand nombre de pays ratifiant le Statut de Rome.
En particulier, la coalition a mis en œuvre une campagne de ratification universelle qui se concentre sur un pays chaque mois, à chaque fois dans une région différente. Les actions sont également nécessaires au niveau local afin de promouvoir la visibilité du Statut de Rome, d'adopter des lois efficaces[en quoi ?], et de ratifier l’Accord sur les privilèges et les immunités. Cet accord permet notamment aux officiers et personnels de la CPI de bénéficier de certains privilèges et immunités qui leur sont nécessaires pour remplir leur fonction de manière indépendante et inconditionnelle.
La CCPI fait aussi la promotion d'une mise en œuvre aux niveaux national et local de tous les crimes présents dans le Statut de Rome.

## Soutiens
Les sources de financement les plus grandes pour la coalition proviennent actuellement de l’Union européenne, de la John D. and Catherine T. Mac Arthur Foundation, et de l'Open Society Institute, ainsi que des gouvernements de la Belgique, du Danemark, de la Finlande, du Liechtenstein, des Pays-Bas, de la Norvège, Suède, Suisse, ainsi que de donneurs particuliers.